# Заповітний провулок
Запові́тний прову́лок — провулок у Солом'янському районі міста Києва, місцевість Совки. Пролягає від Крутогірної вулиці до кінця забудови (урвище).

## Історія
Провулок виник у 1-й половині ХХ століття (ймовірно, не пізніше кінця 1930-х років) під назвою Ленінський, сучасну назву набув 1962 року.